# Inspeção-Geral das Atividades Culturais
A Inspeção-Geral das Atividades Culturais (ou IGAC) é uma organização pertencente ao Ministério da Cultura de Portugal. É a organização responsável pela classificação dos jogos de vídeo, filmes e média relacionada lançados em Portugal. Foi distinguida em 2004 pela Federação Internacional da Indústria Fonográfica.

## Classificações
Os filmes são avaliados utilizando as seguintes classificações:
- A Parcialmente adequado para crianças.
- M/3 Para crianças de 3 anos e acima. Conteúdo com esta classificação deve ser de curta duração e de fácil compreensão e não deve provocar medo e/ou de colidir com a sensação de fantasia desta idade.
- M/6 Para crianças de 6 anos e acima. Atribuído normalmente a conteúdos com falsa violência, com fantasia explícita, no intuito de divertir o espetador.
- M/12 Para pré-adolescentes de 12 anos e acima. Esta avaliação é de conteúdo que, devido à sua extensão e complexidade, pode provocar nos espetadores mais jovens fadiga e psiquiátricos de trauma. Espetadores mais jovens devem ser acompanhados por um adulto.
- M/14 Para adolescentes de 14 anos e acima. Atribuído a dramas intensos, dramas sociais, ficção científica com base realista, terror misturado com comédia, etc; conteúdos capazes de provocar alguma perplexidade no espetador.
- M/16 Para adolescentes de 16 anos e acima. Esta avaliação é de conteúdo que explora, em termos excessivos, aspetos da sexualidade, violência, física e psíquica. Espetadores mais jovens devem ser acompanhados por um adulto.
- M/18 Para as pessoas de 18 anos e acima. Esta avaliação é para conteúdos de natureza sexual explícito e/ou que explora formas patológicas de violência física e psíquica. Espetadores mais jovens devem ser acompanhados por um adulto, embora se eles são jovens demais, a pessoa responsável para a admissão nos cinemas pode negar a entrada.